# رودني كلوستر
رودني كلوستر (بالهولندية: Rodney Klooster)‏ هو لاعب كرة قدم هولندي في مركز الدفاع، ولد في 26 نوفمبر 1996 في فلاردينجن في هولندا. لعب مع فاينورد.

## وصلات خارجية
- رودني كلوستر على موقع قاعدة بيانات كرة القدم.إي يو (الإنجليزية)
- رودني كلوستر على موقع Soccerway.com (الإنجليزية)
- رودني كلوستر على موقع عالم كرة القدم.نت (الإنجليزية)